# Muhàmmad al-Tawil
Muhàmmad ibn Abd-al-Màlik at-Tawil (àrab: محمد بن عبد الملك الطويل, Muḥammad b. ʿAbd al-Malik aṭ-Ṭawīl) (? - ca. 913) fou valí de Làrida i Waixqa.

## Biografia
Muhàmmad at-Tawil era membre de la família influent de mawles dels Banu Xabrit, de Barbastre. El 12 de març del 887 va matar Massud ibn Amrús, besnet d'un altre rebel (i parent llunyà), Amrús ibn Yússuf, que governava Osca, i va prendre el poder. El 889/890 Ismaïl ibn Mussa, de la família Banu Qassi, es va revoltar contra l'emir de Còrdova; Muhàmmad va fer una emboscada a l'exèrcit d'Ismaïl liquidant la revolta i va demanar llavors a l'emir de donar-li els governs del derrotat; però l'emir Abd-Al·lah ibn Muhàmmad no el va complaure i va cedir el territori a Muhàmmad ibn Lubb ibn Qassi, nebot del rebel. El 893 apareix com a testimoni en una carta del rei Fortuny Garcés de Pamplona, on se l'esmenta com «el pagà Mohomet Atavel d'Osca»; en la mateixa carta apareix també el seu rival Muhàmmad ibn Llop. Tres anys després va lluitar altre cop amb els Banu Qassi i es va enfrontar a Lubb ibn Muhàmmad, el fill del cap Banu Qassi en els seus plans per fortificar (o refortificar) Montsó; es va lliurar una batalla en la qual les forces de Llop, pobrament equipades, van derrotar a les d'at-Tawil i van fer presoner al seu germà Fortuny.
El 898 la mort de Muhàmmad ibn Lubb ibn Qassi mentre assetjava Saragossa, va donar oportunitat a Muhàmmad at-Tawil de recuperar terreny, però Lubb ibn Muhàmmad va tornar del sud, on estava negociant amb el rebel muladí Úmar ibn Hafsun, i altre cop va derrotar at-Tawil, però aquesta vegada el va fer presoner i per ser alliberat va haver de cedir Barbastre i les terres entre Osca i Montsó i pagar 100.000 dinars d'or; el seu fill Abd-al-Màlik i la seva filla Sayyida foren entregats com a ostatges per assegurar el lliurament dels diners. Llop es va casar després amb Sayyida i va perdonar la meitat pendent de pagament del rescat. No se l'esmenta durant uns anys segurament perquè es va dedicar a combatre els cristians en campanyes locals que no s'esmenten a les cròniques cordoveses. A la mort de Llop ibn Muhàmmad, el 906, at-Tawil torna a aparèixer quan va ocupar Basbastre i Alquézar i la regió de la Barbitània, prenent l'herència a Furtun ibn Llop, fill del difunt, i va convertir-se en valí de Làrida poc després.
El 908 s'apoderà a la Ribagorça (Ràtzia de 908, quan ja era amo de Lleida,) de Roda i Montpedrós; el castell de Roda va enviar emissaris demanant la pau o oferint tribut a at-Tawil però aquest el va rebutjar i va destruir el castell. El 909 emprengué una ràtzia per la frontera, conquerint els castells i llocs d'Oliola, Ponts i Alguaire, fent 300 presoners pels que va aconseguir rescat de 13.000 peces d'or. El 910 emprengué una nova ràtzia, conquerint els castells i llocs d'Oliola, Gualter i arribant a la Seu d'Urgell. El 911, al-Tawil va marxar al nord pel comtat d'Aragó on governava el seu cunyat Galí III d'Aragó, fill d'Asnar II Galí, i es va trobar amb Abd-Allah ibn Muhàmmad, germà de Llop ibn Muhàmmad ibn Qassi, amb el que va fer una ràtzia contra Pamplona, però després d'un èxit inicial, Sanç I de Pamplona finalment va derrotar els atacants i va refermar el paper de Pamplona com a senyor feudal del comtes aragonesos. El 912 va dirigir un atac contra el comtat de Barcelona que va derrotar els exèrcits de Sunyer de Barcelona a la vall de Tàrrega, però el 913, Sunyer va organitzar una expedició de resposta que va donar mort a at-Tawil el 23 d'octubre de 913.